# Була не була
Була не була — радянський художній телефільм 1986 року, знятий на Одеській кіностудії.

## Сюжет
Старшокласник Василь Сєров — важкий підліток, однаково здатний і на хороші і на погані вчинки, закохується в дочку директора школи Ірину Звягінцеву. Дружба з Ірою загострює в ньому почуття справедливості, шляхетності. Одного разу Вася випадково потрапляє в неприємності. З приятелем Льохою він відібрав на пляжі кросівки. Тепер його шукає міліція…

## У ролях
- Григорій Катаєв — Вася Сєров
- Тіна Лаптєва — Іра Звягінцева
- Олексій Жарков — Андрій Петрович Звягінцев, директор школи
- Валентина Теличкіна — Зоя Андріївна, завуч школи
- Лариса Бєлогурова — Анна Павлівна, вчителька літератури, класний керівник Сєрова
- Юрій Дуванов — Юрій Миколайович Колесников, учитель фізики (озвучив Андрій Ростоцький)
- Владислав Корнєєв — Антон Шелест, однокласник Сєрова
- Леонід Оболенський — Володимир Михайлович, учитель
- Анатолій Кузнецов — Юрій, дядько Сєрова
- Сергій Никоненко — Веніамін Веніамінович, директор овочевої бази
- Віктор Іллічов — Петро, робітник овочевої бази
- Любов Германова — Фокіна, інспектор дитячої кімнати міліції
- Дмитро Харатьян — Льоха, Олексій Кудрявцев, дрібний злочинець, приятель Сєрова
- Світлана Старикова — Єлизавета Федорівна, вчителька
- Любов Віролайнен — мати Сєрова
- Віктор Павловський — Трофімич, завгосп школи
- Ігор Богодух — Стьопа, батько Гриші Щербакова
- Анна Варпаховська — мати Гриші Щербакова (озвучила Неллі Вітепаш)
- Олександр Лебедєв — Гриша, бригадир на овочевій базі
- Анатолій Скорякин — учитель фізкультури
- Борис Зайденберг — режисер на стадіоні
- Андрій Гусєв — слідчий
- Юрій Перов — епізод
- Наталія Щукіна — епізод
- Юрій Бобров — епізод
- Борис Тенін — епізод
- Ян Пузиревський — Птіцин, школяр
- Дмитро Мар'янов — однокласник Сєрова
- Ірина Шевчук — Олена
- Наталія Батрак — епізод
- Юрій Лопарьов — епізод

## Знімальна група
- Режисер — Валерій Федосов
- Сценаристи — Олександр Чумак, Юрій Перов
- Оператор — Юрій Любшин
- Композитор — Ігор Кантюков
- Художники — Наталія Ієвлєва, Михайло Кац